# جوایز بین‌المللی درامای سئول
جوایز بین‌المللی درامای سئول (کره‌ای: 서울 국제 드라마 어워즈؛ انگلیسی: Seoul International Drama Awards) که به سادگی با نام SDA شناخته می‌شود، یک مراسم اهدای جوایز سالیانه در سئول، کره جنوبی است که از برترین‌های تولیدات تلویزیون در سراسر جهان، تقدیر می‌کند.